# 第60届戛纳电影节
第60屆坎城影展於2007年5月16日（法國當地時間）至5月27日於法國坎城節慶宮舉行。由黛安·克魯格擔任開閉幕主持，開幕片為香港導演王家衛的英語電影《藍莓之夜》，閉幕片為加拿大導演丹尼斯·阿坎德的《黑暗年代》。本屆評審團主席由英國導演史蒂芬·佛瑞爾斯擔任。

## 得獎名單
本屆坎城影展頒獎典禮於5月27日舉行。

### 正式競賽長片
- 金棕櫚獎：《4个月3星期零2天》 － 克里斯汀·穆基
- 評審團大獎：《殯之森（日语：殯の森）》 － 河瀨直美
- 最佳導演獎：朱利安·許納貝 － 《潛水鐘與蝴蝶》
- 最佳劇本獎：法提·阿金 － 《天堂邊緣》
- 最佳女演员奖：全道嬿 － 《密陽》
- 最佳男演员奖：康斯坦丁·拉朗尼柯 － 《將愛放逐（俄语：Изгнание (фильм)）》
- 評審團獎：
  - 《茉莉人生》 － 瑪嘉·莎塔碧、文森·帕宏諾（法语：Vincent Paronnaud）
  - 《寂靜之光》 － 卡洛斯·雷加達斯
- 60週年紀念獎：《迷幻公園》 － 葛斯·范·桑

### 金攝影機獎
- 金攝影機獎：《蛇髮女妖》 － 艾加・凱磊（英语：Etgar Keret）、 席拉・葛芬（英语：Shira Geffen）
- 特別提及：《控制》 － 安東·寇班

### 一種注目
- 最佳影片：《加州夢，未完成（羅馬尼亞語：California Dreamin' (Nesfârșit)）》 – 克利斯汀·南梅斯古（英语：Cristian Nemescu）
- 評審團特別獎：《前一夜的夢（英语：Actrices）》 – 瓦萊麗雅·布魯尼-特德斯奇
- 評審團心動獎：《樂隊造訪（英语：The Band's Visit）》 – 艾倫·科勒林（英语：Eran Kolirin）

### 獨立單位獎項
- 費比西獎：
  - 正式競賽單元：《4月3週又2天》 － 克里斯汀·穆基
  - 一種注目單元：《樂隊來訪時（英语：The Band's Visit）》 － 艾朗·柯里林（義大利語：Eran Kolirin）
  - 導演雙週單元：《她的名字叫莎賓（英语：Elle s'appelle Sabine）》 － 桑德琳·波奈兒

## 評審團

### 正式競賽長片評審團
- 史蒂芬·佛瑞爾斯：導演。（評審團主席）
- 張曼玉：演員。
- 東妮·克莉蒂：演員。
- 玛丽亚·德·梅黛洛：演員。
- 莎拉·波莉：導演。
- 马可·贝罗奇奥：導演。
- 奥尔汗·帕穆克：作家。
- 米歇·皮科利（法语：Michel Piccoli）：演員。
- 阿博德哈蒙·西塞科：導演。

### 一種注目評審團
- 帕絲卡·費弘：導演。（評審團主席）
- 潔絲敏·婷卡（義大利語：Jasmine Trinca）：演員。
- 克利斯提·普優：導演。
- 肯特·瓊斯（英语：Kent Jones (writer)）：影評。
- 邊芹：作家。

## 參展影片
- 開幕片：《藍莓之夜》（My Blueberry Nights），王家衛執導。

### 正式競賽長片
| 中文片名         | 原文片名                      | 導演                    | 國家                        |
| ---------------- | ----------------------------- | ----------------------- | --------------------------- |
| 《4月3週又2天》  | 4 luni, 3 săptămâni şi 2 zile | 克里斯汀·穆基           | 羅馬尼亞                    |
| 《亞歷珊卓》     | Александра                    | 亞歷山大·蘇古諾夫       | 俄羅斯                      |
| 《將愛放逐》     | Изгнание                      | 安德烈·薩金塞夫         | 俄羅斯                      |
| 《窒息情慾》     | 숨                            | 金基德                  |                             |
| 《不死殺陣》     | Death Proof                   | 昆汀·塔倫提諾           | 美国                        |
| 《潛水鐘與蝴蝶》 | Le scaphandre et le papillon  | 朱利安·許納貝           | 法國、 美国                 |
| 《天堂邊緣》     | Auf der anderen Seite         | 法提·阿金               | 德国、 土耳其               |
| 《寂寞邊界》     | Import Export                 | 伍瑞克·賽德爾           | 奥地利                      |
| 《情慾2重奏》    | Une vieille maîtresse         | 凱薩琳·布蕾亞           | 法國、 義大利               |
| 《巴黎小情歌》   | Les chansons d'amour          | 克里斯多福·歐諾黑       | 法國                        |
| 《倫敦來的男人》 | A londoni férfi               | 貝拉·塔爾               | 匈牙利、 法國、 德国        |
| 《殯之森》       | 殯の森                        | 河瀨直美                | 日本、 法國                 |
| 《我的藍莓夜》   | My Blueberry Nights           | 王家衛                  | 法國、 中国、 香港          |
| 《險路勿近》     | No Country for Old Men        | 科恩兄弟                | 美国                        |
| 《迷幻公園》     | Paranoid Park                 | 葛斯·范·桑              | 美国、 法國                 |
| 《茉莉人生》     | Persepolis                    | 瑪嘉·莎塔碧 文森·帕宏諾 | 法國、 伊朗                 |
| 《請對我承諾》   | Завет                         | 艾米爾·庫斯杜力卡       | 塞爾維亞                    |
| 《密陽》         | 밀양                          | 李滄東                  |                             |
| 《寂靜之光》     | Stellet Lijcht                | 卡洛斯·雷加達斯         | 墨西哥、 法國、 荷蘭、 德国 |
| 《爸爸失蹤時》   | Tehilim                       | 拉菲爾·納賈利           | 以色列、 法國               |
| 《萬惡夜總會》   | We Own the Night              | 傑姆士·葛瑞             | 美国                        |
| 《索命黃道帶》   | Zodiac                        | 大卫·芬奇               | 美国                        |

### 一種注目
| 中文片名           | 原文片名                        | 導演                     | 製作國                      |
| ------------------ | ------------------------------- | ------------------------ | --------------------------- |
| 《紅氣球之旅》     | Le Voyage du Ballon Rouge       | 侯孝賢                   | 法國、 臺灣                 |
| 《前一夜的夢》     | Actrices                        | 瓦萊麗雅·布魯尼-特德斯奇 | 法國                        |
| 《聖塔菲路》       | Calle Santa Fe                  | 卡門·卡斯蒂略·埃切維里亞 | 法國、 比利时、 智利        |
| 《自由日》         | Munyurangabo                    | 鄭李爍                   | 卢旺达、 美国               |
| 《夜車》           | 《夜車》                        | 刁亦男                   | 中国、 法國                 |
| 《懵懂的初戀》     | Et toi, t'es sur qui ?          | 蘿拉·杜瓦雍              | 法國                        |
| 《教宗之浴》       | El baño del Papa                | 安立奎·斐迪南 愷撒·查隆  | 乌拉圭、 巴西、 法國        |
| 《樂隊來訪時》     | התזמורת ביקור                   | 艾朗·柯里林              | 以色列                      |
| 《寂寞先生》       | Mister Lonely                   | 哈蒙尼·科林              | 英国、 法國、 爱尔兰、 美国 |
| 《馬格斯》         | Magnus                          | 凱德里·庫薩爾            | 爱沙尼亚                    |
| 《盲山》           | 《盲山》                        | 李楊                     | 中国                        |
| 《我弟弟是獨生子》 | Mio fratello è figlio unico     | 丹尼埃爾·盧凱蒂          | 義大利、 法國               |
| 《加州夢，未完成》 | California Dreamin' (Nesfârșit) | 克利斯汀·南梅斯古        | 羅馬尼亞                    |
| 《孤獨》           | La soledad                      | 傑米·羅沙勒斯            | 西班牙                      |
| 《恐怖律師》       | L'Avocat de la terreur          | 巴贝·施洛德              | 法國                        |
| 《愛上壞女孩》     | Naissance des pieuvres          | 瑟琳·席安瑪              | 法國                        |
| 《然後是觀光客》   | Am Ende kommen Touristen        | 羅伯特·塔爾海姆          | 德国                        |
| 《快樂工廠》       | 《快樂工廠》                    | 呂翼謀                   | 新加坡、 泰國               |

## 外部連結
- 康城影展官方網站 （页面存档备份，存于）